# مركز دراسات الاقتصاد الوثائقي والعدالة الاجتماعية
وCEDEJ (مركز دراسات الاقتصاد الوثائقي والعدالة الاجتماعية) هو مركز للبحوث الفرنسية برعاية الموجود في القاهرة ( مصر )، التي أنشئت في عام 1968. وCEDEJ لديها حالة «الكيان المشترك لمعاهد البحوث الفرنسية في الخارج» (UMIFRE ، وحدة المعاهد الفرنسية للبحث العلمي) وتحت إشراف وزارة الخارجية الفرنسية والمركز الوطني للبحوث العلمية ( CNRS ) . كارين بنفلة هي مديرة لها منذ سبتمبر 2015.
وقد نشر العديد من الكتب والدوريات في جميع مجالات العلوم الاجتماعية في مصر والسودان والعالم العربي. من بين هذه ، Egypte / Monde arabe ، التي نشرت من عام 1990 ، والتي هي على الإنترنت في النص الكامل على البوابة revues.org.
إنه يوفر مكتبة للعلوم الاجتماعية (أكثر من 35000 كتاب ، معظمها باللغة العربية) ، وقاعدة بيانات ضخمة للإحصاءات الجغرافية ، ومجموعة كاملة من الخرائط القديمة والجديدة لمصر ومدنها.

## روابط خارجية
- تستند هذه المقالة إلى ترجمة fr: CEDEJ على اللغة الفرنسية ويكيبيديا.
- موقع سيديج
- موقع مصر / موند العربي